# Valuta

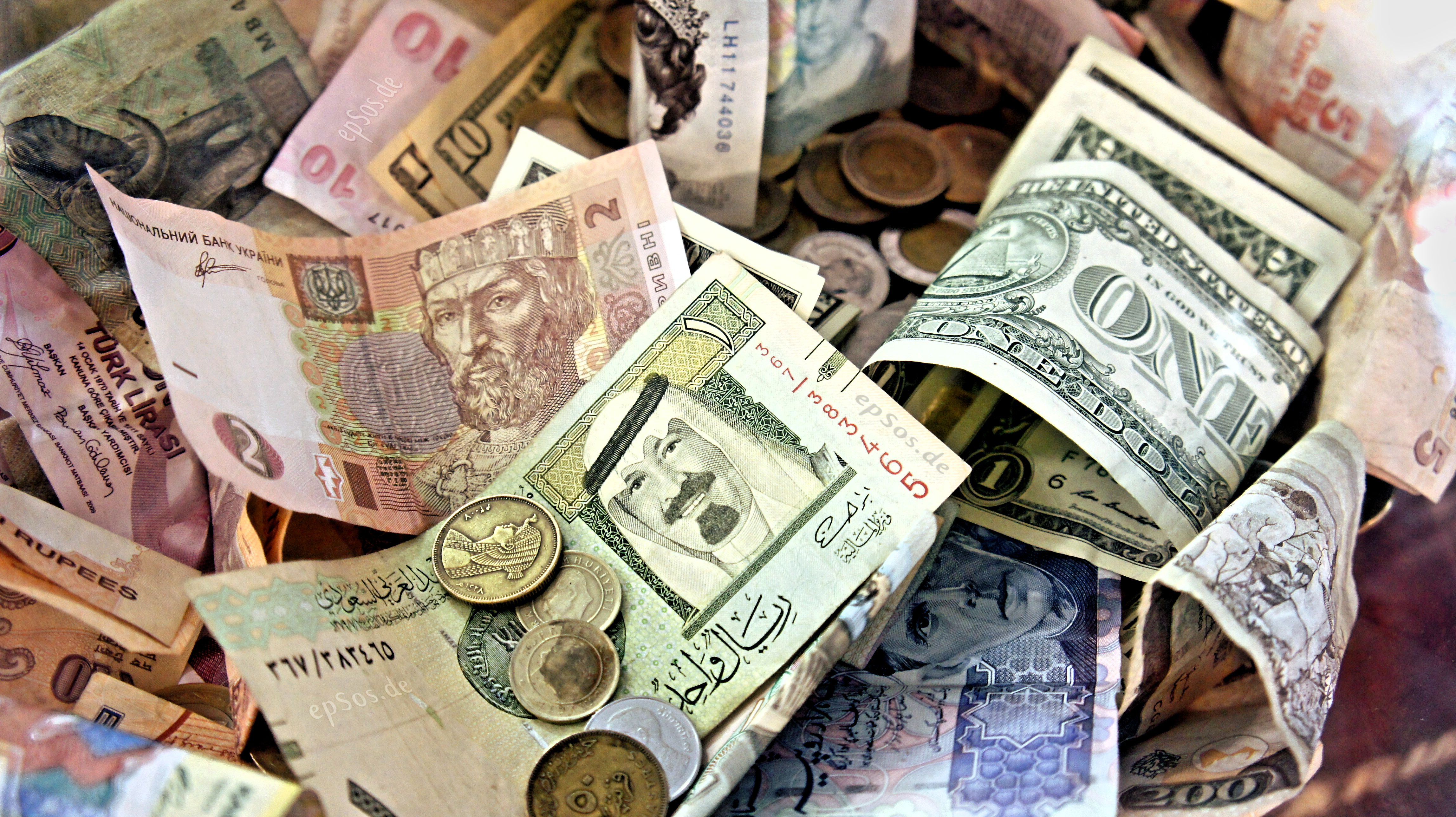
Valuta

A valuta széles értelemben egy ország törvényes fizetési eszköze, azaz hivatalos pénze. Szűkebb, a mindennapokban használatos értelmében valamely ország törvényes fizetőeszköze egy másik ország fizetési forgalmában, azaz a tényleges külföldi készpénz (érme vagy pénzjegy).
(A deviza ettől eltérően a külföldi fizetőeszközre szóló követelés, azaz például számlapénz, kötvény, csekk vagy váltó.)

## Története
A „valuta” szó olasz eredetű, olaszul pénzt, értéket jelentő szó a nemzetközi pénzforgalom kifejlődésével, a modern kapitalizmus kialakulásával vált használatossá a magyar nyelvben. A pénz történelmileg többnyire nemesfém, arany vagy ezüst volt, ami saját értékkel rendelkezett. A pénzforgalom növekvő szükségleteinek kielégítésére a 19. században már nem volt elegendő nemesfém a világon. Bevezették a papírpénzt, azonban az állami bankok kezességet vállaltak az általuk kibocsátott papírpénz nemesfémre, általában aranyra való átváltására, azaz ezek a pénzek aranyalapúak voltak (lásd még: aranystandard). Ekkoriban alakult ki az „aranyvaluta” kifejezés azoknak az országoknak a törvényes fizetőeszközére, amelyek vállalták a papírpénzük mindenkori átválthatóságát. Azok az államok, amelyek nem tudták vagy akarták garantálni pénzük átválthatóságát aranyra, általában rendeletileg igyekeztek pénzük értékállóságát – legalább belföldön – biztosítani. Az ilyen pénzeket nevezték külföldön „papírvalutának”.
Az 1929–33-as nagy gazdasági világválság nyomán világszerte megszűnt a pénzek aranyra való átválthatósága. Az erős gazdasággal rendelkező országok azonban továbbra is biztosították saját pénzeik nemzetközi forgalomképességét azzal, hogy többé-kevésbé szilárd árfolyamokon lehetővé tették annak átválthatóságát más országok pénzére. Ekkor lett használatos a „konvertibilis valuta”, azaz átváltható pénz kifejezés ezekre a nemzeti fizetőeszközökre. A közbeszédben az ilyen pénzeket „keményvalutának” is nevezték, ellentétben a „puhavalutákkal”, amelyek nem, vagy csak illegálisan, bizonytalan árfolyamokon voltak átválthatók. Ez a megkülönböztetés mindmáig fennmaradt. A jelentése manapság főleg az értéküket stabilan megőrző tartalékvalutákra vonatkozik, amelyekben az emberek a legnagyobb bizalommal tartják a vagyonukat és többek között a leggyakrabban velük kereskednek a nemzetközi devizapiacon. (Például: amerikai dollár, euró, angol font, svájci frank, japán jen stb.)
A magyar forint lényegében 1996 óta számít konvertibilis fizetőeszköznek. Ezt követően a vállalatok gyakorlatilag korlátozás nélkül juthatnak külföldi fizetőeszközökhöz. 2001-ben döntöttek az utolsó devizakorlátozások megszüntetéséről is, így a forint ekkortól számít teljesen konvertibilisnek.

## Valuták a világgazdaságban
A világon mintegy 60 különböző valutaelnevezés létezik. Sok ország azonos, vagy hasonló nevet adott a pénzének (például a korona). Ha maga a pénzegység azonos névvel rendelkezik, az még nem jelenti szükségszerűen azt, hogy a pénzegységek törtrészeinek neve is megegyezne. A valutákra jellemzően az ISO 4217 szabvány szerinti rövidítésekkel hivatkoznak. A magyar valuta a forint, de általában csak nemzetközi összefüggésben nevezzük így.